# Iryna Zhukova
Iryna Joukova, dont le nom est souvent transcrit à l'anglaise Iryna Zhukova, est une ancienne joueuse ukrainienne de volley-ball née le 22 novembre 1974 à Kiev. Elle mesure 1,79 m et jouait au poste de passeuse.

## Clubs
| Club                 | De        | À         |
| -------------------- | --------- | --------- |
| Jenestra Odessa      | 1992-1993 | 1993-1994 |
| Khimvolokno Cherkasy | 1996-1997 | 1999-2000 |
| Volley Modena        | 2000-2001 | 2000-2001 |
| Reggio Calabria      | 2001-2002 | 2001-2002 |
| Volley Modena        | 2002-2003 | 2002-2003 |
| Volley Bergame       | 2003-2004 | 2004-2005 |
| Krug Cherkasy        | 2006-2007 | 2006-2007 |
| Zarechie Odintsovo   | 2007-2008 | 2008-2009 |
| Rabita Bakou         | 2010-2011 | 2012-2013 |

## Palmarès

### Clubs
- Ligue des champions
  - Vainqueur : 2001, 2005.
  - Finaliste : 2013.
- Championnat du monde des clubs
  - Vainqueur : 2011.
  - Finaliste : 2012.
- Coupe de la CEV 
  - Vainqueur : 2004.
- Championnat d'Italie
  - Vainqueur : 2004.
- Supercoupe d'Italie
  - Vainqueur : 2002, 2004
- Championnat d'Azerbaïdjan
  - Vainqueur : 2011, 2012, 2013.

### Distinctions individuelles
- Championnat d'Europe de volley-ball féminin 2001: Meilleure passeuse.
- Ligue des Champions de volley-ball féminin 2004-2005: Meilleure passeuse[1].
- Championnat du monde des clubs de volley-ball féminin 2011: Meilleure passeuse[2].